# Académie de Versailles (éducation)
Pour les articles homonymes, voir Académie de Versailles.
L'académie de Versailles est une circonscription scolaire et universitaire française. Elle couvre les départements du Val-d'Oise, des Yvelines, des Hauts-de-Seine et de l'Essonne, soit la partie Ouest de la région Île-de-France, excluant Paris.
Il s'agit de la plus grosse académie de France en termes d'effectif scolarisé avec près de 1 100 000 élèves (public et privé confondus), on dénombre près de 87 300 personnels (enseignants du public, du privé et autre personnel d'éducation et administratif). Elle fait partie de l'académie Île-de-France dirigée par le recteur de l'académie de Paris.

## Historique
L'académie de Versailles tire son origine du décret n°71-1023 du 22 décembre 1971 qui dispose dans son article premier, la modification de la circonscription académique de Paris. À compter du 1er décembre 1972, la région parisienne comprend l’académie de Paris, l’académie de Créteil et l’académie de Versailles (JO du 24 décembre 1971, BO no 49 du 30 décembre 1971).
Lors de la création de l’académie de Versailles, l’administration générale quitte Paris et s’installe aux côtés de l'Inspection Académique à Versailles sur le site actuel de l'Université de Versailles. À la rentrée 1984, les services de l’École Normale Primaire sont aussi regroupés sur le site. Les équipes de formation du rectorat la remplacent boulevard de Lesseps. Les autres services du rectorat emménagent Esplanade Grand-Siècle, un bâtiment moderne peu éloigné. En juin 1997, la plupart des services est regroupée sur le site du boulevard de Lesseps, bien qu'elle ait aussi des antennes sur trois autres sites (rue Pierre-Lescot, rue de la Ceinture et à Guyancourt).

## Description
L'académie de Versailles est aujourd'hui la première académie par ses effectifs avec 1 200 000 élèves dans les premier et second degrés (9 % des effectifs scolarisés en France), l'académie de Versailles accueille et gère près de 100 000 personnels (enseignants, personnels d'éducation et d'encadrement, techniciens, personnels administratifs, ouvriers, de service et de santé).
Elle comprend de nombreux établissements d’enseignement supérieur (148 au total, dont CentraleSupélec, l’École polytechnique et trois grands pôles universitaires : l'Université Paris Ouest Nanterre La Défense, l'Université Paris-Saclay et Cergy Paris Université. Les universités d'Évry-Val d'Essonne et de Versailles-Saint-Quentin-en-Yvelines sont toujours en activité, mais en tant que membres associés de Paris-Saclay, et sont destinées à fusionner à l'horizon 2025.
Comme toutes les académies, elle est dirigée par un recteur, chancelier des universités, haut fonctionnaire nommé en conseil des ministres par le président de la République sur le rapport du Premier ministre et du ministre de l’Éducation nationale.
L'académie de Versailles fait partie de la zone C du calendrier scolaire.

## Suicide d'un adolescent
En décembre 2022, un cas de harcèlement scolaire concernant un adolescent est signalé dans un lycée professionnel de Poissy (Yvelines). Les parents de la victime sont reçus en mars 2023 par la direction de l’établissement, qui convoque également les deux élèves accusés de harcèlement et contacte leurs parents. En avril, le père de l’adolescent dépose une main courante pour harcèlement au commissariat de Poissy.
En mai 2023, le rectorat de Versailles répond au courrier des parents par une lettre minimisant le harcèlement signalé et les menaçant d’accusations pour dénonciations calomnieuses à l’encontre de la direction du lycée. Le 5 septembre 2023, l’adolescent se suicide. Quelques jours plus tard, le 16 septembre, le contenu de la lettre du rectorat est rendu public, provoquant une vive indignation. En réaction, le ministre de l'Éducation nationale et de la Jeunesse Gabriel Attal et la Première ministre Élisabeth Borne expriment leur « honte » face à cette situation,,. Plus tard en septembre, Charline Avenel, alors responsable de l'Académie de Versailles, présente des excuses au nom de l’institution, reconnaissant des failles dans la gestion de cette affaire,.

## Réussite aux examens et population scolaire
Les chiffres publiés des résultats aux examens de l'académie de Versailles sont sensiblement similaires[pas clair] aux résultats nationaux. En 2014, le taux de réussite au baccalauréat général était de 91 % au niveau national, alors que dans l'académie de Versailles ce taux était de 90,4 %.
Les chiffres du brevet des collèges sont eux artificiellement gonflés par le rectorat pour améliorer en apparence les résultats obtenus. Le gouvernement indique que cet écart est d'environ 5 % en 2023, le deuxième écart le plus important en france métropolitaine.
L'académie regroupe près de 627 établissements scolaires publics du second degré, et 178 établissements privés sous contrat du second degré.

## Recteurs
- 1972 - 1973, Jean Sirinelli
- 1973 - 1975, Jean Imbert
- 1975 - 1981, Pierre Albarède (d)
- 1981 - 1985, André Casadevall
- 1985 - 1987, Paul Rollin (en)
- 1987 - 1988, Pierre Magnin (d)
- 1988 - 1991, Michel Alliot
- 1991 - 1998, Armand Frémont
- 1998 - 2000, Christian Forestier
- 2000 - 2004, Daniel Bancel (d)
- 2004 - 2012, Alain Boissinot, inspecteur général de l’Éducation nationale.
- 2013 - 2015, Pierre-Yves Duwoye (d)
- 2015 - 2018, Daniel Filâtre (d)
- 2018 - 2023, Charline Avenel
- 2023 - , Étienne Champion (d)[13]